# Andrej Kramarić
Andrej Kramarić (Zagreb, 19 de junio de 1991) es un futbolista croata que juega como delantero en el TSG 1899 Hoffenheim de la Bundesliga de Alemania.

## Trayectoria

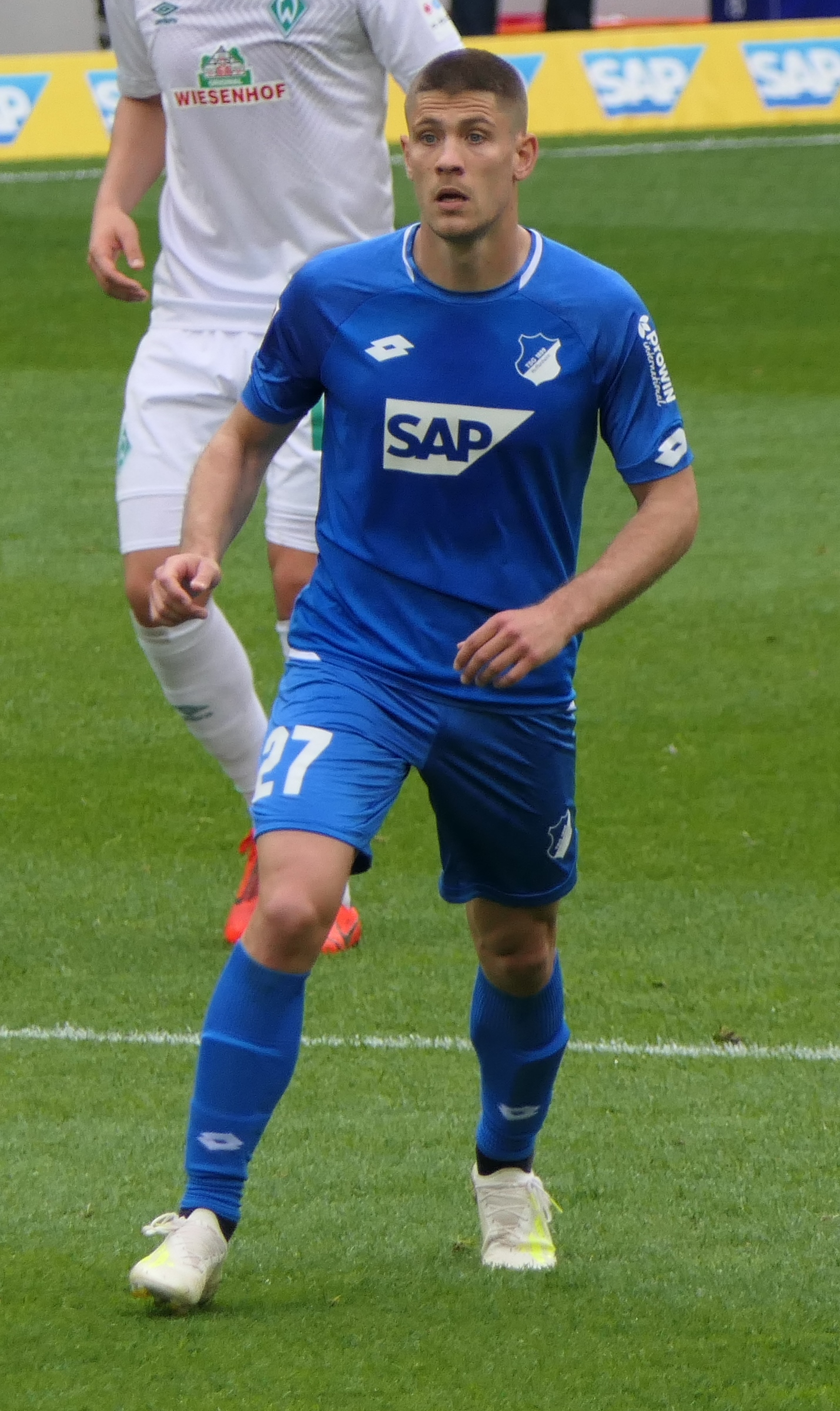
Andrej Kramarić con la camiseta del TSG 1899 Hoffenheim en el partido contra el SV Werder Bremen el 11 de mayo de 2019.

Debutó en 2009 con el Građanski Nogometni Klub Dinamo Zagreb, anotando 10 goles hasta 2012, año en el que fue cedido al Nogometni Klub Lokomotiva donde logró 20 goles en 45 apariencias.
En ese año atrae la atención del HNK Rijeka croata, donde se consagró como goleador, anotando 37 tantos hasta 2015. Muchos grandes clubes europeos se interesan por el croata, pero fue el Leicester City Football Club quien se lo llevó, abonando 9 millones de libras, cifra récord para los foxes en ese año.
Sin embargo, el buen estado de forma de jugadores como Jamie Vardy o Shinji Okazaki en el ataque del Leicester City Football Club le relegaron al banquillo, por lo que finalmente Ranieri decidió que Andrej se fuera cedido al TSG 1899 Hoffenheim alemán a principios de 2016.
El 26 de mayo de 2016, se hizo oficial el traspaso por 12 millones de euros al TSG 1899 Hoffenheim, club donde estaba cedido.

## Selección nacional
El 4 de junio de 2018 el seleccionador Zlatko Dalić lo incluyó en la lista de 23 para el Mundial. Participó en todos los encuentros de Croacia en el torneo, del que fueron finalistas por primera vez en su historia.

### Participaciones en Copas del Mundo
| Mundial                  | Sede     | Resultado     | Partidos | Goles |
| ------------------------ | -------- | ------------- | -------- | ----- |
| Copa Mundial Sub-20 2011 | Colombia | Primera fase  | 2        | 1     |
| Copa Mundial 2018        | Rusia    | Subcampeón    | 7        | 1     |
| Copa Mundial 2022        | Catar    | Tercer puesto | 7        | 2     |

### Participaciones en Eurocopas
| Copa          | Sede     | Resultado        | Partidos | Goles |
| ------------- | -------- | ---------------- | -------- | ----- |
| Eurocopa 2016 | Francia  | Octavos de final | 3        | 0     |
| Eurocopa 2020 | Europa   | Octavos de final | 4        | 0     |
| Eurocopa 2024 | Alemania | Primera fase     | 3        | 1     |

## Clubes
| Club                   | País       | Año           | Partidos | Goles |
| ---------------------- | ---------- | ------------- | -------- | ----- |
| G. N. K. Dinamo Zagreb | Croacia    | 2009-2013     | 57       | 13    |
| N. K. Lokomotiva       | Croacia    | 2011-2013     | 51       | 24    |
| H. N. K. Rijeka        | Croacia    | 2013-2015     | 65       | 56    |
| Leicester City F. C.   | Inglaterra | 2015-2016     | 20       | 4     |
| TSG 1899 Hoffenheim    | Alemania   | 2016-presente | 325      | 143   |

## Estadísticas

### Tripletes
| 1  | 9 de octubre de 2013     | Stadion Kantrida, Rijeka       | HNK Rijeka - BŠK Zmaj                          |  | 11 - 0 | Copa de Croacia 2013-14        |
| 2  | 8 de diciembre de 2013   | Stadion Kantrida, Rijeka       | HNK Rijeka - NK Istra 1961                     |  | 3 - 3  | Primera Liga Croata 2013-14    |
| 3  | 27 de julio de 2014      | Stadion Kantrida, Rijeka       | HNK Rijeka - Hajduk Split                      |  | 4 - 2  | Primera Liga Croata 2014-15    |
| 4  | 23 de octubre de 2014    | Stadion Kantrida, Rijeka       | HNK Rijeka - Feyenoord                         |  | 3 - 1  | Liga Europa de la UEFA 2014-15 |
| 5  | 9 de noviembre de 2014   | Stadion Kantrida, Rijeka       | HNK Rijeka - Lokomotiva Zagreb                 |  | 6 - 0  | Primera Liga Croata 2014-15    |
| 6  | 21 de agosto de 2016     | August-Wenzel, Barsinghausen   | 1. FC Germania Egestorf/Langreder - Hoffenheim |  | 0 - 6  | Copa de Alemania 2016-17       |
| 7  | 27 de abril de 2018      | Rhein-Neckar-Arena, Sinsheim   | Hoffenheim - Hannover 96                       |  | 3 - 1  | 1. Bundesliga 2017-18          |
| 8  | 27 de junio de 2020      | Signal Iduna Park, Dortmund    | Borussia Dortmund - Hoffenheim                 |  | 0 - 6  | 1. Bundesliga 2019-20          |
| 9  | 19 de septiembre de 2020 | Estadio Rhein Energie, Colonia | Köln - Hoffenheim                              |  | 2 - 3  | 1. Bundesliga 2020-21          |
| 10 | 18 de mayo de 2024       | Rhein-Neckar-Arena, Sinsheim   | Hoffenheim - Bayern Múnich                     |  | 4 - 2  | 1. Bundesliga 2023-24          |

## Palmarés

### Títulos nacionales
| Título          | Club                   | País       | Año     |
| --------------- | ---------------------- | ---------- | ------- |
| Prva HNL        | G. N. K. Dinamo Zagreb | Croacia    | 2009-10 |
| Prva HNL        | G. N. K. Dinamo Zagreb | Croacia    | 2010-11 |
| Copa de Croacia | G. N. K. Dinamo Zagreb | Croacia    | 2010-11 |
| Premier League  | Leicester City F. C.   | Inglaterra | 2015-16 |